# کاروانسرای بخارا

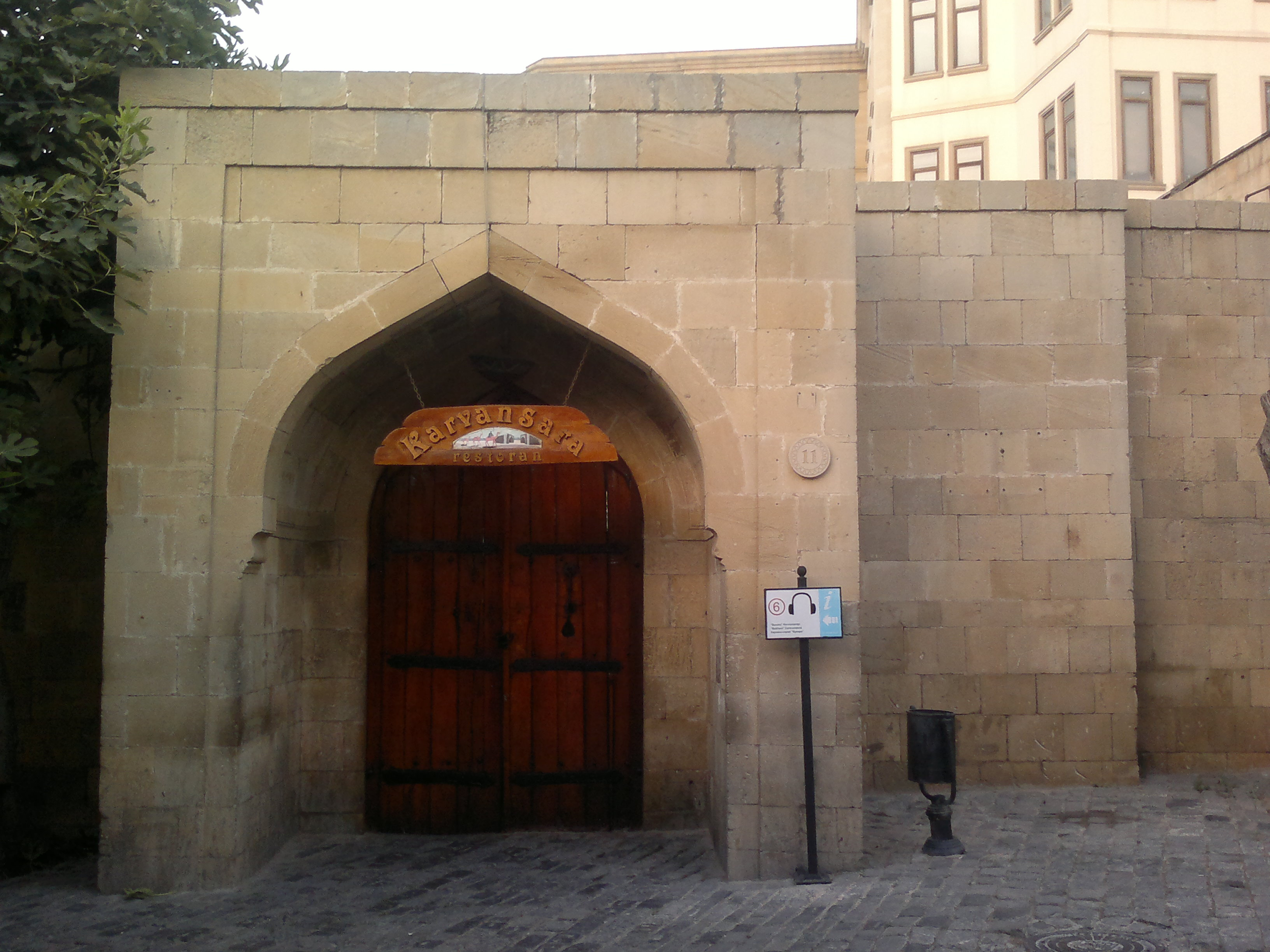
کاروانسرای بخارا

کاروانسرای بخارا (به ترکی آذربایجانی Buxara karvansarayı) یک کاروانسرا در شهر باکو در جمهوری آذربایجان است که در اواخر قرن ۱۵ در کنار یک مسیر تجاری ساخته شده‌است.

## دربارهٔ کاروانسرا
ساختمان مربعی شکل کاروانسرا، شامل ایوان‌ها، حجره‌ها، مدخل و محراب است. کاروانسرا همچنین دارای یک حیاط هشت ضلعی می‌باشد. بخش عمده‌ای از ترکیب معماری ساختمان کاروانسرا از قوس‌هایی واقع در اطراف حیاط داخلی تشکیل شده‌است.
در سال ۱۹۶۴ کاروانسرا تحت بازسازی قرار گرفت و در نتیجهٔ آن این ساختمان باستانی از بناهای اطراف آن جدا گردید. بدین رویه، فرصتی فراهم آمد که بنای عظیم آن در پیکرهٔ ساختمان‌های اطرافی ظاهر شود. بر اثر کاوش‌های باستان‌شناختی در محوطهٔ این بنا، خطوط لوله‌ای که باکو را باآب تجهیز می‌کرد، پیدا شده‌است.

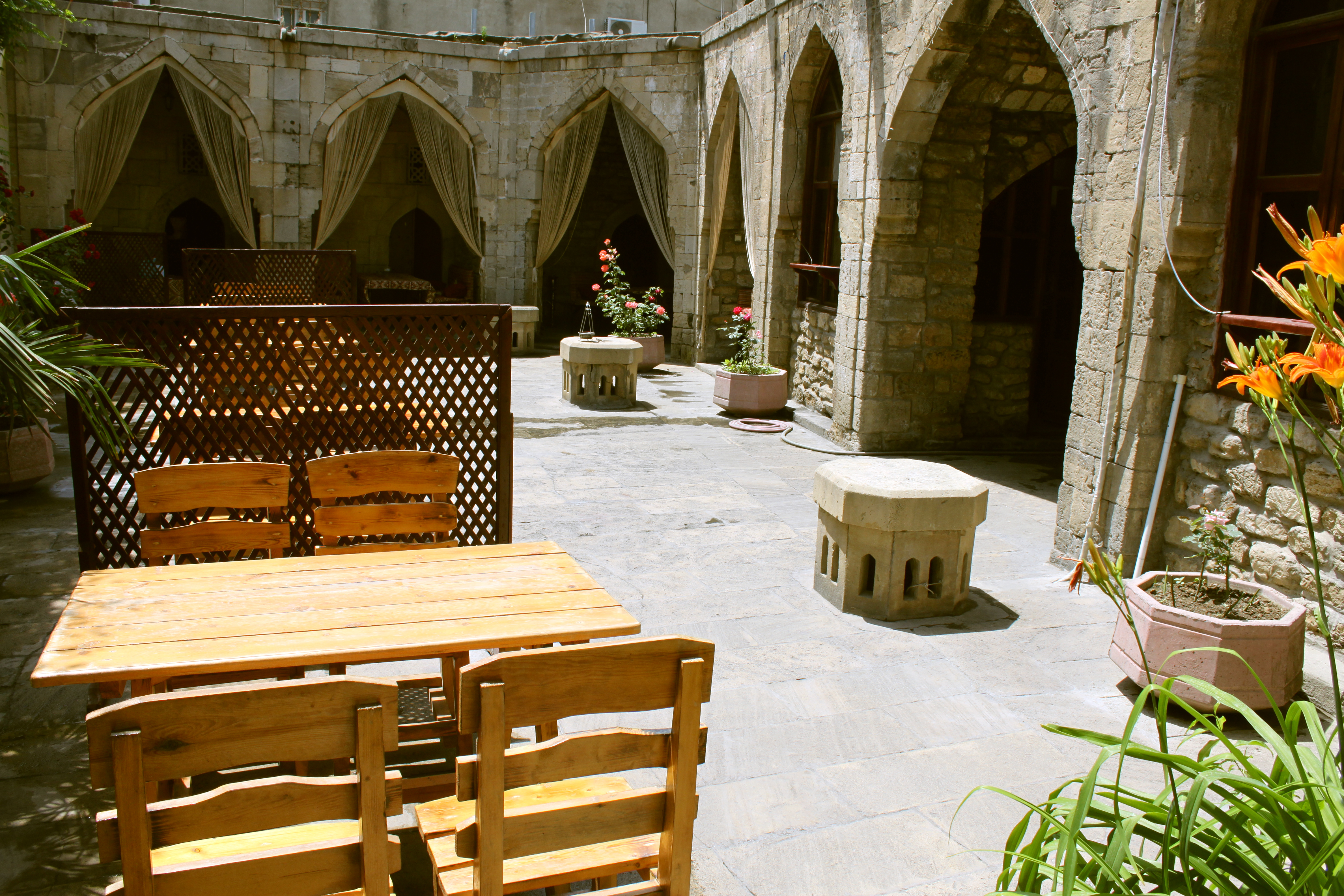
رستران روبازی در حیاط کاروانسرای بخارا

در نتیجهٔ پژوهش‌ها مشخص گشته‌است که، این اثر تاریخی از سوی تجار راهی از آسیا به باکو در قرن ۱۵ بنا شده‌است. همان تاجران آمده از کشورهای خارجی نیازمند اقامتگاه بوده و در کاروانسرای مذکور اقامت کرده‌اند. نام این ساختمان نیز از بخارا، شهر کهن فارسی‌زبان آسیای میانه گرفته شده‌است. کاروانسراهای شرقی نحوه ساختاری مختص به خودی داشته‌اند. آن‌ها اساساً دو طبقه ساخته می‌شده‌اند و اولین طبقه‌شان به منظور زیرزمین مورد استفاده قرار می‌گرفته‌است. یکی از ویژگی‌های کاروانسرای ۱۷ اتاقه بخارا، کروی‌شکل بودن آن است.